# Kolonia Dolna (Wieprzowe Jezioro)
Kolonia Dolna – część kolonii Wieprzowe Jezioro w Polsce, położona w województwie lubelskim, w powiecie tomaszowskim, w gminie Tomaszów Lubelski.
W latach 1975–1998 Kolonia Dolna administracyjnie należała do województwa zamojskiego.
Wierni Kościoła rzymskokatolickiego należą do parafii Zwiastowania Najświętszej Maryi Panny w Tomaszowie Lubelskim.